# کاتونتس
کاتونتس (به بلغاری: Katunets) یک منطقهٔ مسکونی در بلغارستان است که در اوگارچین واقع شده‌است.
 کاتونتس  ۵۱۲ نفر جمعیت دارد و ۲۱۵ متر بالاتر از سطح دریا واقع شده‌است.